# Günther Messner
Günther Messner (Bressanone/Brixen (Itália), 18 de maio de 1946 - Nanga Parbat (Paquistão), 29 de junho de 1970) foi um alpinista sul-tiroles e irmão do famoso himalaísta Reinhold Messner.

## Biografia
Ele se apaixonou pelo alpinismo já na infância e junto com seu irmão Reinhold começou escalar nas Dolomitas na parte oriental da cordilheira dos Alpes. Depois de um período de escalada artificial, os dois irmãos Messner praticaram principalmente a escalada livre, alanceando o cume central do Sass d'la Crusc, um feito avaliado sucessivamente com cotação VIII/7a.
Em 1969  Reinhold foi convidado para participar em uma expedição austríaco-alemão pelo Nanga Parbat, coordenada pelo médico alemão Karl Maria Herrligkoffer. Porque alguns alpinistas (entre os quais Peter Habeler) renunciaram no último momento de participar, Günther foi convidado também naquela expedição.
A expedição começou em 1970; além dos irmãos Messner participaram também os alpinistas Felix Kuen, Hans Sale, Peter Scholz e o hóspede Max von Kienlin. O objetivo previa o alanceamento de uma nova rota pelo lado sul/sul-leste, o Rupal, a mais alta parede vertical do mundo com ca. 4 500 metros de desnível . Na madrugada de 27 de junho de 1970  Reinhold parte em solitário para alancear o cume, enquanto Günther conseguiu de atingir seu irmão algumas horas mais tarde. Os dois irmãos chegaram no topo na tarde daquele mesmo dia e foram obrigados bivacar sem abrigo nem comida. De seguida Günther apresentou sintomas de mal da montanha e por isso os dois irmãos decidiram de descer pelo lado Diamir, sendo menos íngreme da parede Rupal. No final da descida  Günther morreu, provavelmente por causa de uma avalancha.  Reinhold foi encontrado alguns dias depois por um grupo de pastores paquistanêses com graves feridas de frio em ambos os pês, que causaram a amputação de sete dedos. Portanto, com esse feito os dois irmãos realizaram a primeira travessia do Nanga Parbat e a segunda travessia (depois do Everest em 1963) em absoluto de uma montanha com mais de oito mil metros de altidude.